# Indra Wijaya
Indra Wijaya (* 16. März 1974) ist ein singapurischer Badmintonspieler indonesischer Herkunft. Seine Geschwister Candra Wijaya, Rendra Wijaya und Sandrawati Wijaya sind ebenfalls erfolgreiche Badmintonspieler. Indra Wijaya ist mit der Schwester von Heryanto Arbis Ehefrau verheiratet.

## Sportliche Karriere
Indra Wijaya gewann 1994 für Indonesien die Polish Open und wurde 1997 Fünfter bei den Japan Open. Im letztgenannten Jahr qualifizierte er sich auch für die Endrunde des World Badminton Grand Prix, schied dort jedoch in seiner Vorrundengruppe als Dritter aus. 2001 erkämpfte er sich, bereits für Singapur startend, Bronze bei den Asienmeisterschaften.

## Sportliche Erfolge
| Veranstaltung | Saison             | Disziplin    | Platz | Name         |
| ------------- | ------------------ | ------------ | ----- | ------------ |
| 1994          | Polish Open        | Herreneinzel | 1     | Indra Wijaya |
| 1997          | Japan Open         | Herreneinzel | 5     | Indra Wijaya |
| 2001          | Asienmeisterschaft | Herreneinzel | 3     | Indra Wijaya |
| 2001          | China Open         | Herreneinzel | 3     | Indra Wijaya |